# Josef Lanner
Josef Lanner, také uváděný jako Joseph Lanner (12. dubna 1801, Vídeň – 14. dubna 1843, Vídeň), byl rakouský hudební skladatel. Skládal hlavně valčíky a polky.

## Život
Narodil se v rodině rukavičkáře. S hudbou se potkal v nedalekém lokále, kam rád chodil jeho otec a kde hrál Michael Pamer. Mladý Lanner zatoužil hrát na housle a Pamer se ho ujal jako učitel. Poté ho zařadil do své kapely. Otec ze začátku na synův zájem o hru na housle hleděl s nevolí, ale když se zraněný vrátil z války s Francií a krátce na to vlivem hospodářských problémů země zkrachoval, nedělal už synovi žádné překážky.
Jako 18letý se Lanner osamostatnil a spolu s Karlem a Jánem Drahánkem založil vlastní trio (2 housle a kytara). První veřejné vystoupení měli ve vídeňském Prátru roku 1819. Koncem roku přijal Lanner dalšího člena, Johanna Strausse. Postupně dál rozšiřoval svou kapelu, která byla v roce 1824 už 12členná. Poté kapelu rozdělil na víc těles, a nevedl je už celý večer, ale pendloval mezi nimi. Ve Vídni rychle rostla jeho popularita. V roce 1829 se stal hudebním ředitelem dvorních bálů (K.K. Hoffbalmusikdirector). Zemřel v roce 1843 na tyfus.
Hlavní Lannerův přínos spočíval v tom, že upustil od šablony 8 opakujících se valčíkových taktů (typických pro taneční valčík té doby) a začal komponovat různě motivy, které do sebe plynule přecházely.
Jeho nejznámější díla jsou Pesther Walzer, Die Werber, Die Hofballtänze a Die Schönbrunner.